# Thomas-Morse S4
Die Thomas-Morse S-4 Scout war ein einsitziges Trainingsflugzeug für Jagdpiloten aus dem Jahr 1917.

## Entwicklung
Chefkonstrukteur des Flugzeugs war B. D. Thomas, ein ehemaliger Mitarbeiter von Curtiss.
100 Maschinen dieses Typs wurden vom US Army Signal Corps bestellt, das es für die Ausbildung fortgeschrittener Piloten nutzen wollte. Diese Maschinen trugen dann die Bezeichnung S-4B und wurden von einem Gnome-Monosoupape-Motor angetrieben. Im Januar 1918 wurden weitere 400 Maschinen bestellt, die mit dem schwächeren, aber zuverlässigeren Le-Rhône-4C-Motor angetrieben wurden. Dieses Modell trug dann den Namen S-4C. Direkt nach dem Ersten Weltkrieg wurde der Typ vom Militär wieder ausgemustert. Die Maschinen wurden in den zivilen Sektor verkauft und dort unter anderem als Rennflugzeug genutzt.

## Technische Daten (S4-C)
| Kenngröße             | Daten                                                                 |
| --------------------- | --------------------------------------------------------------------- |
| Spannweite            | 8,01 m                                                                |
| Länge                 | 5,82 m                                                                |
| Höhe                  | 2,73 m                                                                |
| Leermasse             | 426 kg                                                                |
| max. Startmasse       | 603 kg                                                                |
| Besatzung             | 1                                                                     |
| Höchstgeschwindigkeit | ca. 155 km/h                                                          |
| Reichweite            | 2 Flugstunden                                                         |
| Triebwerk             | ein Le Rhône 4C mit 59,9 kW (ca. 80 PS) mit geschlossener Verkleidung |
| Merkmale              | einstieliger Doppeldecker mit Tragflächen gleicher Spannweite         |
| Besonderheiten        | Schleifsporn                                                          |